# Lumpeks (album)
Lumpeks – drugi album studyjny polskiego piosenkarza Arka Kłusowskiego. Wydawnictwo ukazało się 21 maja 2021 roku nakładem wytwórni muzycznej Kayax.
Album zadebiutował na 43. miejscu polskiej listy sprzedaży – OLiS.
Teksty utworów napisał Arek Kłusowski. Autorami muzyki są: Maciej Sawoch i Arek Kłusowski.
Współautorką tekstu i muzyki utworu „Idealny syn” jest Karolina Artymowicz.
W utworze: „Dzieci z prowincji” wokaliście towarzyszy Mery Spolsky.

## Lista utworów
Opracowano na podstawie materiału źródłowego.
| Nr  | Tytuł utworu                              | Długość |
| --- | ----------------------------------------- | ------- |
| 1.  | „Nie przechodźmy na Ty”                   | 4:09    |
| 2.  | „Antarktyda”                              | 3:15    |
| 3.  | „Idealny syn”                             | 3:35    |
| 4.  | „Lumpeks”                                 | 3:06    |
| 5.  | „Nie bądźcie tacy”                        | 3:41    |
| 6.  | „Papierowy dom”                           | 3:43    |
| 7.  | „Nie kochasz się”                         | 3:34    |
| 8.  | „Dzieci z prowincji” (feat. Mery Spolsky) | 3:49    |
| 9.  | „Szarobury”                               | 3:22    |
| 10. | „Nasza klasa”                             | 3:12    |
| 11. | „Słodki koniec tych dni”                  | 3:42    |
|     |                                           | 39:08   |